# Stenopelmatus nigrocapitatus
Stenopelmatus nigrocapitatus is een rechtvleugelig insect uit de familie Stenopelmatidae. De wetenschappelijke naam van deze soort is voor het eerst geldig gepubliceerd in 1969 door Tinkham & Rentz.
1. ↑  (en) Stenopelmatus nigrocapitatus op de IUCN Red List of Threatened Species.